# Бакинский армянский театр
Бакинский армянский театр (азерб. Bakı erməni teatrı, арм. Բաքվի հայկական թատրոն) — театр, действовавший в Баку, Азербайджанская ССР, в 1920—1949 годах.

## Названия
Театр носил разные названия на протяжении своей истории:
- Бакинский армянский государственный театр (арм. Բաքվի հայկական պետական թատրոն; 1920—1931)
- Азербайджанский государственный краснознамённый армянский драматический театр (Ադրբեջանի պետական կարմրադրոշ հայկական դրամայի թատրոն; 1931—1939)
- Азербайджанский армянский государственный драматический театр имени Л. Г. Ерамяна (Ադրբեջանի Լ․ Գ․ Երամյանի անվան հայկական պետական դրամատիկական թատրոն; 1939—1949)

## История
Армянские драматические труппы и крупные армянские актёры выступали в Баку с конца XIX века. В 1920 году, после установления советской власти в Азербайджане, там был создан постоянный театр. Он открылся 20 июня спектаклем «Из-за чести» Александра Ширванзаде.
В 1949 году театр был закрыт, часть актёров перешли в Степанакертский армянский драматический театр. В 1958 году в Баку был создан новый драматический коллектив, руководимый Г. Тавризяном и действовавший при Азербайджанской государственной филармонии.

## Главные режиссёры
- Сагиян, Мушег Михайлович (1926—1932 и 1937—1938)
- Сарьян, Татевос Хачатурович (1932—1937)
- Овсепян, Арташес Григорьевич[арм.] (1938—1949)

## Известные актёры
- Абелян, Ованес Артемьевич[2]
- Арзуманян, Арташес Николаевич[арм.][2]
- Арменян, Армен Нуриджанович[1][2]
- Арутюнян, Хорен Ованесович[арм.][2]
- Григорян, Мария Иосифовна («Жасмен»)[1][2]
- Дурян-Арменян, Екатерина Михайловна
- Ерамян, Левон Георгиевич[2]
- Калантар, Левон Александрович[1]
- Ованесян, Александр Андреевич[арм.][2]
- Папазян, Ваграм Камерович[1][2]
- Саакян, Тагуш Галустовна
- Симонян, Мария Назаровна[арм.]
- Туганов, Александр Александрович[1]